# Port Bratysława

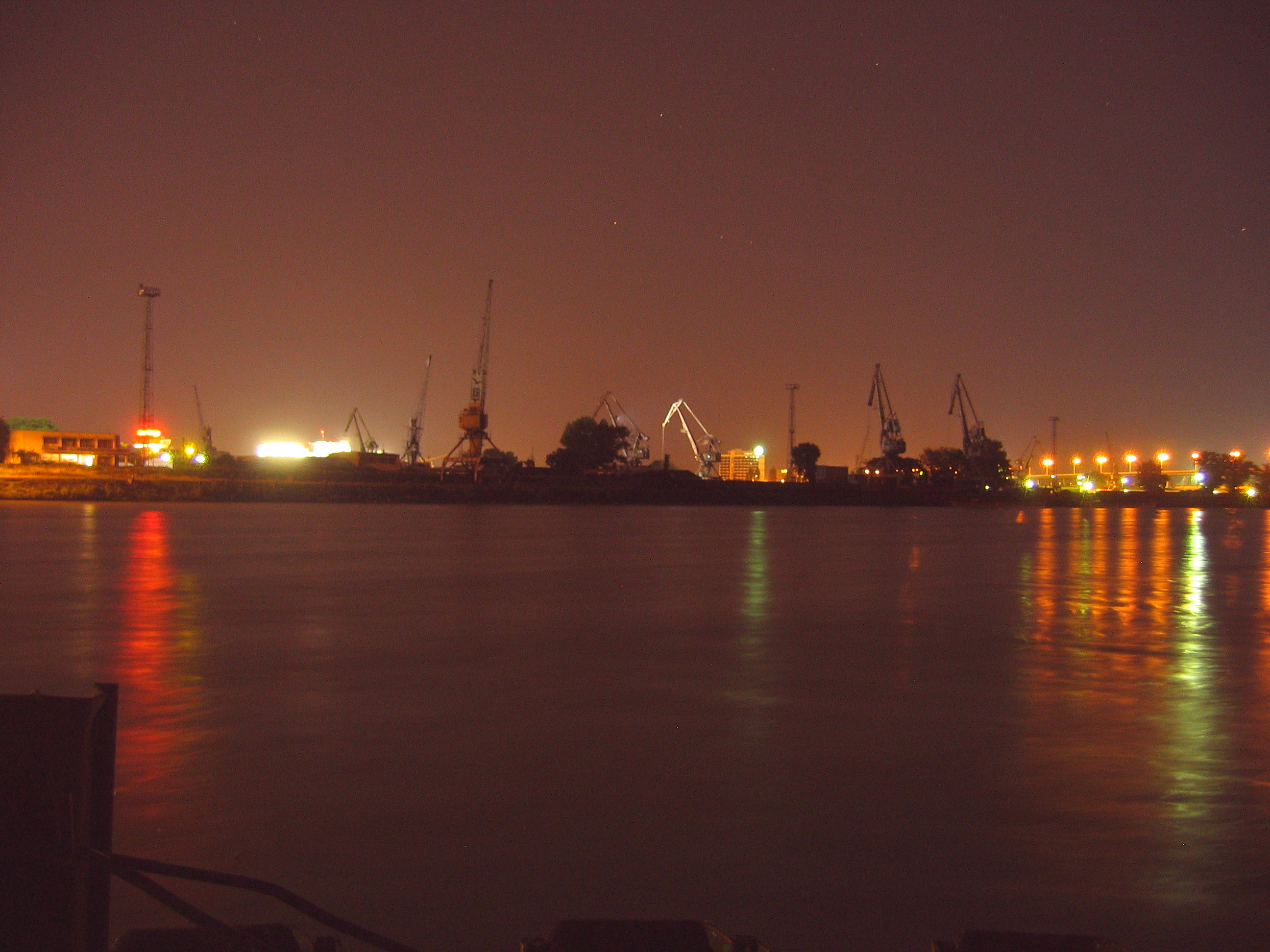
Port Bratysława nocą

Port Bratysława (słow. Prístav Bratislava) – port rzeczny znajdujący się w Bratysławie.
Port leży nad Dunajem, na szlaku łączącym, poprzez Kanał Ren-Men-Dunaj, Morze Czarne z Północnym. Składa się z części pasażerskiej znajdującej się w dzielnicy Stare Miasto, i towarowej w Ružinovie.